# BlackSite: Area 51
BlackSite: Area 51 (uscito in Europa e Australia con il semplice titolo di Blacksite) è uno sparatutto in prima persona a tema fantascientifico, prodotto, sviluppato e pubblicato da Midway Games nel 2007 per Xbox 360, PlayStation 3 e Microsoft Windows. Si tratta di un seguito, slegato narrativamente, di Area 51, uscito nel 2005 per la precedente generazione.

## Modalità di gioco
Blacksite: Area 51 presenta una componente tattica con la possibilità di gestire le azioni dei compagni di squadra, attraverso uno specifico comando che permette una serie di ordini come lo spostarsi in un determinato punto, colpire un bersaglio specifico o fare irruzione all'interno degli edifici. Un'altra caratteristica del gameplay è rappresentata dal "morale della squadra", distinto in tre valori: in base alle prestazioni del giocatore in battaglia, infatti, cambierà il comportamento degli altri soldati, che correranno più spesso ai ripari quando il morale è basso, mentre combatteranno con maggiore aggressività ed efficienza quando è più alto. Nei livelli di difficoltà superiore, il valore del morale influisce maggiormente sulla squadra.
In giro per le mappe di gioco sono presenti vari mezzi pilotabili, come veicoli civili abbandonati o camionette militari, per facilitare il loro attraversamento.
Come nella maggior parte dei moderni FPS, in BlackSite: Area 51 sono trasportabili solo due armi alla volta e non sono presenti power-up che rigenerano la vita, dato che questa inizia a rigenerarsi automaticamente dopo qualche secondo.
Blacksite presenta anche una modalità multigiocatore online, dove i giocatori possono sfidarsi in quattro modalità: deathmatch, deathmatch a squadre, cattura la bandiera e la peculiare modalità "Rapimento", in cui un giocatore impersona un mutante con lo scopo di infettare il maggior numero di giocatori presenti. Prima di ogni partita, i giocatori possono allenarsi in giro per la mappa, modificare il proprio avatar o cambiare squadra (scegliendo tra "Militari USA" o "Mutanti"). Sono inoltre presenti tre potenziamenti che si aggiungono alle varie armi e permettono di amplificare i danni, resistere ai colpi in maniera più efficace e rendersi invisibili per un breve lasso di tempo.
I server del gioco sono stati ufficialmente chiusi.

## Trama
Il gioco inizia alle porte di un ridente villaggio iracheno, dove il capitano Aeran Pierce, protagonista della storia, è stato inviato insieme ai suoi compagni delle forze speciali Delta Force e ad una rinomata dottoressa militare, Noa Weiss, con il compito di assaltare la zona e localizzare un deposito segreto di armi di distruzione di massa, situato secondo l'intelligence in un bunker sotterraneo costruito in prossimità di un ospedale distrutto. 
Una volta eliminati i talebani presenti ed essere giunti presso l'obiettivo designato, il gruppo scopre che l'ospedale in rovina è infestato da mutanti aggressivi, identificati come cavie o civili esposti ad agenti chimici, mentre all'interno del bunker si imbatte in dei giganteschi cristalli di origine ignota. La squadra viene pesantemente stordita dal contatto con questi ed è costretta alla ritirata in seguito all'attacco da parte di alcune creature simili a giganteschi granchi e serpenti fuoriusciti dal sottosuolo. Nella fuga, uno dei soldati, il luogotenente Logan Somers, viene lasciato indietro e dato per disperso in azione.
Tre anni dopo, gli Stati Uniti vengono gettati nel caos quando una milizia di estremisti invade e conquista la cittadina di Rachel dopo essersi impadroniti dell'Area 51, struttura ufficialmente chiusa dal governo ed abbandonata da anni, ma al cui interno potrebbero trovarsi ancora degli armamenti di estrema pericolosità che potrebbero essere utilizzati con conseguenze disastrose. Ad aumentare il panico generale si aggiunge la presenza delle stesse creature incontrate in Iraq e rinominate "Xenos". La Delta Force viene quindi inviata nelle zone rurali del Nevada per fronteggiare la nuova minaccia, mentre l'esercito fa evacuare in fretta la popolazione del Paese per allestire una grande zona di quarantena.
Nel corso della missione, la squadra scopre che i miliziani non sono altro che soldati americani con equipaggiamenti cibernetici e ottiene ulteriori dettagli una volta giunta a Rachel, dove tra i superstiti degli scontri a fuoco trova Somers, il soldato disperso in Medio Oriente. Quest'ultimo racconta di essere stato prelevato dagli alleati e condotto in una base segreta, in cui lui e gli altri prigionieri sono stati sottoposti ad esperimenti disumani per conto di un progetto top secret del governo chiamato Rinascita: lo scopo sarebbe stato quello di rimpiazzare i volontari dell'esercito con dei super-soldati, creati prelevando coattivamente persone che sarebbero potute scomparire senza essere notate, come senzatetto, clandestini o unità disperse in battaglia, nel caso dello stesso Somers. I miliziani che hanno attaccato la contea sono un gruppo di cavie ribelli che, una volta riuscite a fuggire, hanno sfruttando gli equipaggiamenti sperimentali dell'esercito e gli Xenos per vendicarsi delle forze di potere americane mettendo in ginocchio l'intera nazione.
Tornata al quartier generale insieme al commilitone ritrovato, la Delta Force incontra nuovamente la dottoressa Noa Weiss, che rivela di essere stata a capo del progetto Rinascita, ma che questo sia stato chiuso e le cavie coinvolte segregate all'interno dell'Area 51. A questo punto Somers svela la sua vera identità di leader della rivolta e tradisce i suoi vecchi compagni. prima di essere prelevato da un elicottero e fuggire verso l'Area 51, mentre i ribelli e gli Xenos mettono a ferro e fuoco la base. Durante l'inseguimento, Pierce viene catturato ed il resto della squadra Delta eliminata.
Dentro l'Area 51, Pierce scopre che gli Xenos nascono grazie alle spore emesse dallo stesso complesso di cristalli trovato nel bunker iracheno e che Somers, ormai portato alla pazzia dalla sete di vendetta e potere, se ne sta servendo nell'ottica di destabilizzare l'intero pianeta. Grazie all'aiuto della dottoressa Weiss, il capitano riesce a liberarsi e si lancia in un'ultima, disperata azione per distruggere i cristalli e fermare la catastrofe. Per farlo è costretto ad affrontare Somers, in uno scontro faccia a faccia che terminerà con la sua uccisione e la fine dei suoi folli piani.
La storia si conclude con Pierce e Noa Weiss che sorvolano i dintorni ormai devastati della zona.

## Critica
Il gioco ha ricevuto voti piuttosto bassi dalla maggior parte di siti e riviste specializzate. Nelle recensioni viene fatta notare un'eccessiva linearità nello sviluppo degli ambienti, una scarsa intelligenza artificiale che mina pesantemente le funzionalità tattiche del titolo e, in generale, numerosi bug. Il game designer e creative director Harvey Smith, durante una convention a Montréal, ha dato la colpa alla stretta tabella di marcia imposta da Midway, che ha causato una realizzazione eccessivamente frettolosa e la quasi assenza del processo di rilevazione dei bug. In seguito a questa dichiarazione, Smith è stato licenziato dall'azienda americana.

## Sviluppo di un seguito
Prima di abbandonare gli studi di Midway Austin, lo stesso creative director Harvey Smith aveva parlato della progettazione di un seguito di Blacksite durante un'intervista per Eurogamer, nel giugno del 2007.
Stando a quanto dichiarato, il team di sviluppo voleva creare una serie slegata dal contesto fantascientifico di Blacksite e ancor di più del precedente Area 51, concentrandosi su controversie maggiormente realistiche riguardanti la politica estera degli Stati Uniti e creando antagonisti umani anziché extraterrestri. Quest'idea era già stata parzialmente attuata con lo stesso Blacksite, il cui titolo fa riferimento in generale alle prigioni dei servizi segreti e che avrebbe costituito un nuovo punto di partenza per la serie, riferendosi all'originale Area 51 con un semplice sottotitolo (assente, tra l'altro, nella versione europea ed australiana). Inoltre, sebbene tra i nemici figurino anche delle creature aliene, la minaccia principale del gioco è costituita da un gruppo di insorgenti terrestri. 
Tuttavia, a causa del basso numero di vendite e dello scarso consenso di critica e pubblico, nonché dopo l'abbandono del leader del progetto in seguito alle divergenze con Midway ed il fallimento di quest'ultima nel 2009, il progetto è stato definitivamente annullato.